# DataSnap
DataSnap (раніше відома як MIDAS) — заснована на DCOM програмна технологія, що дозволяє швидке створення багатоланкових застосунків баз даних. Підхід компонентів DataSnap дозволяє інструментам Embarcadero з розробки програмного забезпечення, як-от Delphi чи C++ Builder, створювати брокерські чи клієнтські застосунки даних з транспортними протоколами TCP/IP, DCOM, HTTP або навіть SOAP. Транспортування TCP та HTTP реалізоване з використанням відповідно служби на боці сервера та бібліотеки ISAPI, що працює як проксі для DCOM-сервера.
Перший випуск (тоді відомий як MIDAS) з'явився у третій версії Delphi. Назву було змінено на DataSnap у шостій версії.
У версії Delphi 2009 DataSnap зазнав важливих змін. Було введено нову архітектуру, не засновану на DCOM (стара, архітектура, заснована на DCOM, лишилася доступною, але вони не є сумісними). Нову архітектуру реалізовано з використанням фреймворку Indy TCP, який може використовуватися разом з HTTPS та SSL. Також з'явилася можливість інтеграції DataSnap і dbExpress. Порівняно з попередньою реалізацією на основі DCOM, у новій бракує таких можливостей, як сильна автентифікація (реалізація HTTPS дозволяє лише серверну автентифікацію), авторизація, цілісність даних і шифрування, які було вбудовано у шари MS-RPC і DCOM, що використовувалися першим Datasnap. У версії Delphi 2010 DataSnap отримала подальший розвиток. Також надано підтримку REST.
Починаючи з версії принаймні XE8, DataSnap надає можливість поліпшити транспортні рівні шляхом підключення фільтрів. Надано щонайменше три фільтри: дві різні схеми шифрування (одна з яких RSA) та фільтр стиснення даних zlib.